# العلاقات الإندونيسية الموريشيوسية
العلاقات الإندونيسية الموريشيوسية هي العلاقات الثنائية التي تجمع بين إندونيسيا وموريشيوس.

## مقارنة بين البلدين
هذه مقارنة عامة ومرجعية للدولتين:
| وجه المقارنة                                              | إندونيسيا         | موريشيوس                 |
| --------------------------------------------------------- | ----------------- | ------------------------ |
| المساحة (كم2)                                             | 1.90 مليون        | 2.04 ألف                 |
| عدد السكان (نسمة)                                         | 263.99 مليون      | 1.26 مليون               |
| الكثافة السكانية (ن./كم²)                                 | 138.94            | 617.65                   |
| العاصمة                                                   | جاكرتا            | بورت لويس                |
| اللغة الرسمية                                             | اللغة الإندونيسية | لغة إنجليزية، لغة فرنسية |
| العملة                                                    | روبية إندونيسية   | روبي موريشي              |
| الناتج المحلي الإجمالي (بليون دولار)                      | 1.02 تريليون      | 13.34 مليار              |
| الناتج المحلي الإجمالي (تعادل القوة الشرائية) بليون دولار | 2.85 تريليون      | 25.36 مليار              |
| الناتج المحلي الإجمالي الاسمي للفرد دولار أمريكي          | 3.35 ألف          | 9.25 ألف                 |
| الناتج المحلي الإجمالي للفرد دولار أمريكي                 | 10.52 ألف         | 18.59 ألف                |
| مؤشر التنمية البشرية                                      | 0.684             | 0.777                    |
| رمز المكالمات الدولي                                      | +62               | +230                     |
| رمز الإنترنت                                              | .id               | .mu                      |
| المنطقة الزمنية                                           |                   | ت ع م+04:00              |

## منظمات دولية مشتركة
يشترك البلدان في عضوية مجموعة من المنظمات الدولية، منها:
| علم المنظمة | اسم المنظمة                               | تاريخ انضمام إندونيسيا | تاريخ انضمام موريشيوس |
| ----------- | ----------------------------------------- | ---------------------- | --------------------- |
|             | مؤسسة التنمية الدولية                     | 20 أغسطس 1968          | 23 سبتمبر 1968        |
|             | يونسكو                                    | 27 مايو 1950           | 25 أكتوبر 1968        |
|             | وكالة ضمان الاستثمار متعدد الأطراف        | 12 أبريل 1988          | 28 ديسمبر 1990        |
|             | الأمم المتحدة                             | 28 سبتمبر 1950         | 24 أبريل 1968         |
|             | الفريق المعني برصد الأرض                  | ?                      | ?                     |
|             | الاتحاد البريدي العالمي                   | ?                      | ?                     |
|             | البنك الدولي للإنشاء والتعمير             | 13 أبريل 1967          | 23 سبتمبر 1968        |
|             | المنظمة الهيدروغرافية الدولية             | ?                      | ?                     |
|             | الاتحاد الدولي للاتصالات                  | 1949                   | 30 أغسطس 1969         |
|             | منظمة حظر الأسلحة الكيميائية              | ?                      | ?                     |
|             | مؤسسة التمويل الدولية                     | 23 أبريل 1968          | 23 سبتمبر 1968        |
|             | المركز الدولي لتسوية المنازعات الاستشارية | 28 أكتوبر 1968         | 2 يوليو 1969          |
|             | منظمة التجارة العالمية                    | ?                      | ?                     |
|             | منظمة الشرطة الجنائية الدولية             | 5 أكتوبر 1954          | ?                     |

## وصلات خارجية
- موقع وزارة الخارجية الإندونيسية